# Резолюция Совета Безопасности ООН 1018
Резолюция Совета Безопасности Организации Объединённых Наций 1018 (код — S/RES/1018), принятая 7 ноября 1995 года, отметив смерть судьи Международного суда (МС) Андреса Агилар-Моудсли 24 октября 1995 года, Совет Безопасности ООН постановил, что выборы на вакантную должность в МС состоятся 28 февраля 1996 года в Совете Безопасности и на заседании Генеральной Ассамблеи ООН в ходе ее 50-й сессии.
Моудсли, венесуэльский юрист и бывший министр юстиции, был членом суда с 1991 года. Срок его полномочий должен был истечь в феврале 2000 года.